# Handbuch des Niedersächsischen Landtages
Das Handbuch des Niedersächsischen Landtages ist ein erstmals im Jahr 1948 erschienenes Nachschlagewerk insbesondere mit den Biographien der in den Niedersächsischen Landtag gewählten Abgeordneten. Neben dem beruflichen und politischen Werdegang der Landespolitiker enthält das für die jeweilige Wahlperiode neu herausgegebene Handbuch auch Informationen über die kommunalen Mandate der Abgeordneten sowie deren weitere Tätigkeiten in Vereinigungen oder Interessenverbänden.
Die erste Ausgabe umfasst die nach der Landtagswahl in Niedersachsen 1947 für die Wahlperiode 1947 bis 1951 gewählten Volksvertreter.
Im Vorwort zum Handbuch des 18. Niedersächsischen Landtages machte die Präsidentin des Niedersächsischen Landtages, Gabriele Andretta, auf weitere Inhalte etwa im statistischen Teil des Nachschlagewerkes aufmerksam, wie etwa die Berufe, das Durchschnittsalter der Abgeordneten oder den Frauenanteil.
Zudem informiert das Handbuch über die Zusammensetzung der Fraktionen, des Präsidiums, des Ältestenrates, der Ausschüsse und der Unterausschüsse.
Daneben enthält es die zentralen Rechtsvorschriften, „nach denen sich die Arbeit des Parlamentes zu richten hat“; neben dem Grundgesetz für die Bundesrepublik Deutschland und der Niedersächsischen Verfassung sowie der Geschäftsordnung für den Niedersächsischen Landtag auch das Niedersächsische Abgeordnetengesetz.

## Handbuch des Niedersächsischen Landtages der 18. Wahlperiode
Im Handbuch für die 18. Wahlperiode finden sich in dem alphabetisch geordneten Abschnitt „Biographien und Bilder der Abgeordneten sowie Ministerinnen und Minister ohne Mandat“ neben den Lebensläufen mit Angabe beispielsweise der Geburtsdaten und des Geburtsortes auch solche ohne diese Daten wie bei Jochen Beekhuis (SPD), Stephan Bothe (AfD) oder Christoph Eilers (CDU) und anderen.